# Digaluro de pentamagnesio
El digaluro de pentamagnesio, o también conocido como galuro de magnesio (−V), es un compuesto químico de la familia de los galuros de magnesio (Mg x Ga y ). 

## Descripción
Este compuesto tiene galio en un estado de oxidación muy raro de −5 y se produce mediante enfriamiento por salpicadura de una mezcla fundida de magnesio y galio metálico, que después se caliente con la sustancia resultante a una temperatura de 350 °C:  
Es un producto no deseado cuando las aleaciones de magnesio y galio se exponen a altas temperaturas. 

### Reacción
5Mg + 2Ga → Mg5Ga2